# Götz Spielmann
Götz Spielmann (* 11 de enero de 1961 en Wels, Austria) es un director de cine austríaco. Su película Revanche estuvo nominada en 2009 al Óscar a la mejor película de habla no inglesa
, que finalmente ganó Departures.

## Filmografía
Director y guion
- 1987: Vergiß Sneider!
- 1990: Erwin und Julia
- 1993: Der Nachbar
- 1995: Liebe Lügen (solamente guion; director: Christof Schertenleib)
- 2000: Die Fremde
- 2004: Antares
- 2008: Revanche

## Premios y distinciones
Premios Óscar
| Año  | Categoría                          | Película | Resultado |
| ---- | ---------------------------------- | -------- | --------- |
| 2009 | Mejor película de habla no inglesa | Revanche | Nominado  |

Festival Internacional de Cine de San Sebastián
| Año  | Categoría                         | Película         | Resultado |
| ---- | --------------------------------- | ---------------- | --------- |
| 1992 | Concha de Plata a la mejor Actriz | El vecino        | Ganador   |
| 1992 | Premio CICAE                      | El vecino        | Ganador   |
| 2013 | Premio SIGNIS-Mención especial    | October November | Ganador   |